# Dempsey i Firpo
Dempsey i Firpo (ang. Dempsey and Firpo) – obraz olejny namalowany przez amerykańskiego malarza i litografa George’a Bellowsa w 1924, znajdujący się w zbiorach Whitney Museum of American Art w Nowym Jorku.

## Opis
Obraz przedstawia autentyczne wydarzenie, do którego doszło 14 września 1923 na nieistniejącym już stadionie Polo Grounds w Nowym Jorku, podczas walki bokserskiej o zawodowe mistrzostwo świata w wadze ciężkiej. Obrońca tytułu Amerykanin Jack Dempsey pokonał Argentyńczyka Luisa Ángela Firpo w niezwykłej walce, która przeszła do historii boksu.
George Bellows uchwycił dramatyczny moment pierwszej rundy walki, w której Firpo tak potężnie uderzył w szczękę Dempseya, że ten wypadł z ringu. Artysta, który uwiecznił siebie po lewej stronie obrazu jako łysiejącego mężczyznę, ułożył geometryczną kompozycję z niskim punktem widzenia, obejmującym widza. Patrząc pod tym kątem, znajdujemy się wśród oglądających walkę, którzy popychają Dempseya z powrotem na ring. Podekscytowanie jest dodatkowo potęgowane przez kontrast chromatyczny pomiędzy bokserami skąpanymi w jaskrawym świetle a ciemną, wypełnioną dymem atmosferą wokół nich.